# Janaq Paço
Janaq Paço, född 1914 i Përmet i Albanien, död 1989, var en albansk skulptör. Tillsammans med Genc Hajdari har han skapat skulpturen Skanderbeg och folket som finns på nationalmuseet i Kruja. Paco assisterade även Odhise Paskali i arbetet med Skanderbegstayn i Tirana.